# الحزب الاجتماعي لتحرير الجماهير الإفريقية
الحزب الاجتماعي لتحرير الجماهير الأفريقية (بالفرنسية: Parti Social pour l'Émancipation des Masses Africanes) كان حزباً سياسياً في فولتا العليا، بقيادة جوزيف كونومبو وهنري جيسو. تأسس الحزب في عام 1955 بعد انقسام في الاتحاد الفولتي.
قبل انتخابات الجمعية الإقليمية لعام 1957، انضم الحزب إلى ائتلاف الحزب الديمقراطي الموحد، الذي فاز في الانتخابات. لكن مرشحي الحزب لم يحققوا نتائج جيدة. بعد الانتخابات انفصل الحزب عن الحزب الديمقراطي وانضم إلى مجموعة التضامن الفولتى. على نحو مباشر فقد سلطته في الحكومة.
في عام 1958، اندمج الحزب، إلى جانب بقية التضامن ، في حزب التجميع الأفريقي.